# Dublin Core
Dublin Core (v nadaljevanju tudi DC) je standard 15 osnovnih metapodatkovnih elementov za opisovanje na spletu dostopnih virov. Namenjen je lažjemu iskanju in priklicu. Dublin Core lahko opisuje fizične lastnosti knjige, digitalne zapise in tudi spletne strani. Nastal je s sodelovanjem knjižnične in računalniške skupnosti.
DC je definiran s standardoma ISO-15836:2017 in ANSI/NISO Z39.85-2012.

## Stopnje standarda
Dublin Core standard vsebuje sve stopnji: Osnovno in Napredno ali Specialno stopnjo. Osnovni DC vsebuje 15 elementov pri naprednem pa se pojavijo trije dodatni elementi, ki so v dodatno pomoč pri raziskovanju virov.

### Osnovni Dublin Core
Osnovni Dublin Core vsebuje 15 metapodatkovnih elementov:
1. Contributor - entiteta odgovorna za prispevek k vsebini vira, so avtor
2. Coverage - časovni, geografski obseg vsebine vira
3. Creator - entiteta, primarno odgovorna za nastanek vsebine vira
4. Date - datum, čas obstoja vira
5. Descrition - opis vsebine vira
6. Format - fizični opis, format datoteke, dimenzije
7. Identifier - nedvoumna referenca vira v določenem kontekstu
8. Language - jezik vsebine vira
9. Publisher - entiteta, odgovorna za omogočanje dostopnosti vira
10. Relation - referenca na povezan vir
11. Rights - informacije o pravicah povezanih z virom
12. Source - referenca na vir, iz katerega je nastal sednji vir
13. Subject - tema oziroma predmet vira; ključne besede ali klasifikacijske oznake
14. Title - naslov vira
15. Type - narava vsebine vira

### Napredni Dublin Core
To je druga stopnja DC standarda in vsebuje 3 dodatne elemente:

#### Audience
Opis elementa: vrsta subjekta, za katerega je namenjen vir. Vrsto entitete lahko določi primarno odgovorni ali tisti ki je odgovoren za dostopnost vira.
Primer: Audience="osnovnošolci"

#### Provenance
Opis elementa: gre za zapis o viru, ki nam razkriva podatke, kdo je bil lastnik vira ali kje se je vir nahajal.
Primer: Provenance="Ta kopija je bila včasih last Janeza Novaka"

#### RightsHolder
Opis elementa: oseba ali organizacija, ki upravlja s pravicami nad virom.
Primer: RightsHolder="Univerza v Ljubljani"

## Več o Dublin Core

### Nastanek
Dublin Core Metadata Initiative izhaja iz pogovora treh mož na drugi mednarodni WWW konferenci oktobra 1994. To so bili Yuri Rubinski (zaposlen pri SoftQuad, na konferenci je vodil panel o prihodnosti HTML in nekaterih orodij) s Stuartom Wieiblom in Ericom Millerjem (zaposlena pri OCLC, na konferenci sta govorila o znanstvenem objavljanju na spletu in vodila razpravo o knjižničnih storitvah na spletu) in Terryjem Noreaultom (takratni direktor OCLC Office of Research) in Josephom Hardinom (takratni direktor National Center for Supercomputing Application NCSA). Govorili so o semantiki in spletu ter težavah z iskanjem informacijskih virov, ki jih je bilo takrat komaj okrog 500.000. Rezultat tega pogovora je bila delavnica namenjena razpravi o semantiki metapodatkov, ki so jo marca 1995 organizirali v Dublinu, Ohio, ZDA, kjer je sedež OCLC. Ta dogodek so poimenovali »OCLC/NCSA Metadata Workshop«. Sodelovalo je nad 50 oseb z različnih področij, računalništva, knjižničarstva, muzejev in univerz ter drugih zainteresiranih skupin. Zasnovali so seznam osnovnih podatkov za spletne vire, ki bi olajšaj iskanje in priklic. Poimenovali so ga "Dublin Core™ metadata".

### Cilji Dublin Core
1. Enostavno ustvarjanje in vzdrževanje: DC se omejuje na dolžini in ostalja enostaven za uporabo, s tem pa omogoča lažji dostop in navajanje informacij o virih ter nudi učinkovitost pri iskanju virov po spletu.
2. Prepoznavnost in razumevanje: Primeren tudi za javnost brez specialističnega računalniškega ali bibliotekarskega znanja.
3. Mednarodni pogled: V originalu je bil DC narejen v angleškem jeziku. Obstajajo tudi verzije v različnih jezikih kot so Finščina, Norveščina, Japonščina,...
4. Razširljivost: DC omogoča tudi vključevanje novih podatkovnih elementov.

Primer uporabe Dublin Core
Spletna revija Information Research za opis člankov uporablja Dublin Core.

### Elektronski viri
- Hillmann, Diane (2005). Using Dublin Core. Pridobljeno s spletne strani 17.5.2011 http://dublincore.org/documents/usageguide/